# Камень-Дужи (Вармінсько-Мазурське воєводство)
Камень-Дужи (пол. Kamień Duży) — село в Польщі, у гміні Ілава Ілавського повіту Вармінсько-Мазурського воєводства.
Населення — 136 осіб (2011).
У 1975-1998 роках село належало до Ольштинського воєводства.

## Демографія
Демографічна структура станом на 31 березня 2011 року:
|          | Загалом | Допрацездатний вік | Працездатний вік | Постпрацездатний вік |
| -------- | ------- | ------------------ | ---------------- | -------------------- |
| Чоловіки | 78      | 20                 | 57               | 1                    |
| Жінки    | 58      | 9                  | 41               | 8                    |
| Разом    | 136     | 29                 | 98               | 9                    |